# Prohibido (película de 1997)
 Prohibido es una película documental de Argentina filmada en colores dirigida por Andrés Di Tella sobre su propio guion basado en una investigación de Roberto Barandalla que se estrenó el 2 de mayo de 1997 y que recoge entre otros testimonios los de Norma Aleandro, Beatriz Sarlo, Osvaldo Bayer y Eduardo Pavlovsky.

## Sinopsis
Retrato de la persecución de diversos intelectuales en el período que va desde el derrocamiento de María Estela Martínez de Perón hasta la Guerra de las Malvinas.

## Testimonios
- Norma Aleandro
- Beatriz Sarlo
- Osvaldo Bayer
- Eduardo Pavlovsky
- Mariano Grynberg
- Ricardo Piglia
- Alberto Ure
- Pedro Villani
- Jacobo Timerman
- Kive Staiff
- Horacio Guarany
- Douglas Vinci

## Comentarios
Juan José Minatel en Sin Cortes escribió:

«El film conjuga varias líneas narrativas pero siempre basadas en los relatos que ofrecen los entrevistados; algunos lamentablemente, suenan demasiado parciales y otros censurados -en el mejor sentido de la palabra- por el autor, ya que no podemos concebir, por ejemplo, que Osvaldo Bayer sólo haya aportado lo que muestra la pantalla .»

Jorge García en El Amante del Cine  opinó:

«Un cóctel de opiniones que diluye el problema central y parece más que nada un trabajo destinado a promocionar la figura de Pacho O’Donnell como abanderado del resurgimiento cultural argentino .»

AO en La Razón opinó:

«Desde distintas trincheras políticas se reclamará seguramente al film de Di Tella por determinados subrayados o ausencias, pero en tiempos en que se proclama el olvido como gesto de salud, Prohibido acciona una poderosa alarma para todas aquellas conciencias que creen a la cultura un campo a saldo de los autoritarios.»

Manrupe y Portela escriben:

«En su parcialidad, imprescindible revisión de la cultura argentina durante los años de la dictadura…Incluye fragmentos de varias películas argentinas de los años 70’ y 90’.»

## Nominación
La película estuvo entre las candidatas seleccionadas por la Asociación de Cronistas Cinematográficos de la Argentina para el Premio Cóndor de Plata 1998 a la Mejor Opera Prima.